# Louis Gabriel Deniéport
Louis-Gabriel Deniéport (Dieppe, 14 aprile 1765 – Trafalgar, 21 ottobre 1805) è stato un militare francese, capitano di vascello della Marina militare francese fu comandante del vascello da 74 cannoni Achille durante la battaglia di Trafalgar.

## Biografia

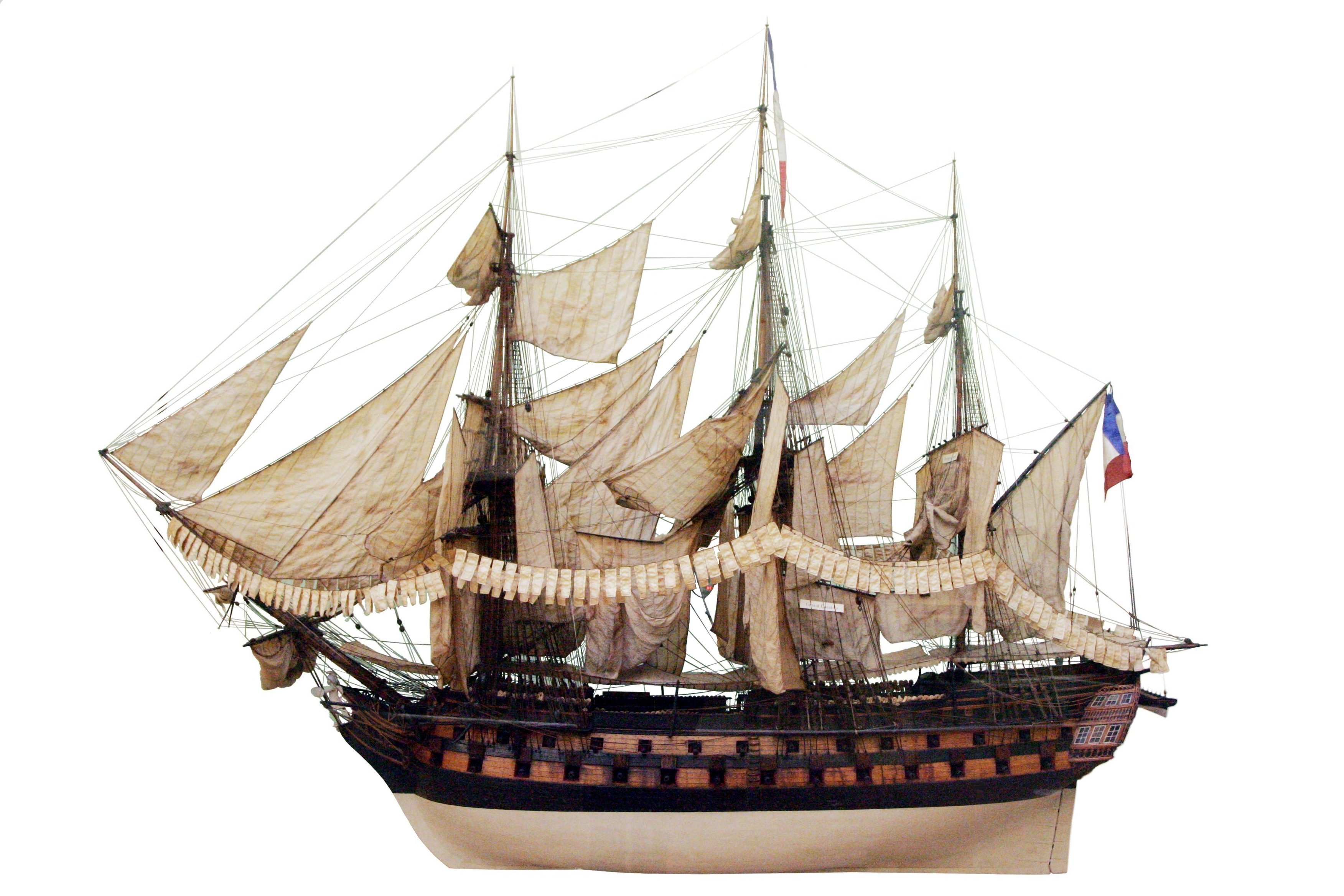
Modello del vascello da 74 cannoni Achille.

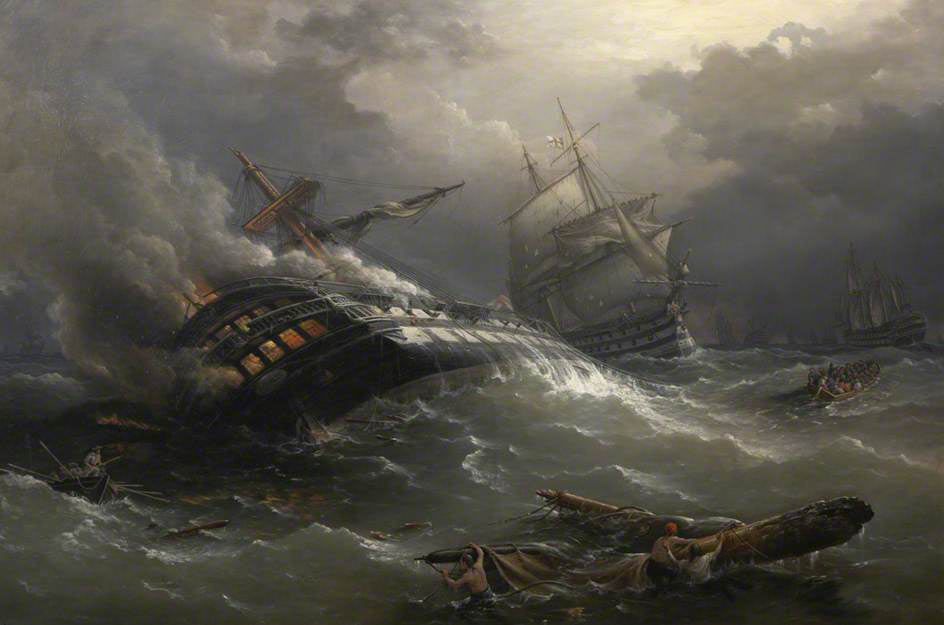
Il vascello Achille in preda a un incontrollabile incendio poco prima di esplodere.

Nacque a Dieppe il 9 giugno 1749, figlio di Gabriel e di Marguerite-Elisabeth Dubuc, all'interno di una famiglia che esercitava la professione di locandieri in rue de l'Oranger. Come suo fratello Jean Vincent, brillante allievo della Confederazione dell'oratorio di San Filippo Neri e vincitore del concorso generale nel 1785, anch'egli dovette entrare giovanissimo nella casa dell'Oratorio.
La sua passione per il mare e per l'azione ebbe il sopravvento sull'attitudine alla meditazione filosofica, ed interruppe i suoi studi perché dall'età di quattordici anni salpò a bordo di navi corsare che allora frequentavano numerose il porto di Dieppe. Acquisì così una preziosa esperienza di navigazione nelle posizioni subalterne di mozzo (1783), marinaio (1787) e allievo pilota (1789) e di capitano in seconda (1790).
Più colto dei suoi compagni di bordo, audace e abile, si fece notare proprio quando la Rivoluzione francese stava eliminando molti degli ufficiali della Marine royale di nobili natali. Il 9 giugno 1794 un decreto del rappresentante del popolo Antoine Christophe Saliceti lo nominò alfiere.
Il 15 novembre 1794 assunse il comando della corvetta La Brune e su ordine del generale Martin raggiunse il porto di Tolone. Fu presente alla battaglia di Capo Noli il 14 marzo 1795, dove i britannici catturarono i vascelli francesi Le Censeur e Ça Ira. Nel corso della battaglia il vascello Timoléon, disalberato, venne preso sotto il fuoco di tre vascelli britannici e stava per affondare quando fu preso a rimorchio dalla corvetta Le Brune che lo allontanò dall'azione. Il generale Martin fu molto soddisfatto di lui, e lo nominò tenente di vascello il 10 aprile 1796.  Con La Brune eseguì successivamente una lunga campagna di navigazione nel Levante.  La sua carriera militare continuò brillantemente, capitano di fregata il 3 maggio 1797, divenne capitano di vascello a titolo provvisorio il 23 ottobre 1798,  per decisione del comandante di divisione Louis Jean Nicolas Lejoille che aveva assunto il comando del vascello da 50 cannoni HMS Leander (1780) quando quest'ultimo era stato catturato dai francesi.
Inviato dapprima a Corfù, assediata da turchi e russi, fece del suo meglio per difendere la piazzaforte con un esiguo equipaggio formato da greci e Veneziani. La sua nave, circondata da un'intera flotta nemica, affondò e lui venne preso prigioniero di guerra (3 maggio 1799) venendo poi liberato dopo uno scambio di prigionieri il 29 giugno 1799.  Il commissario generale dei dipartimenti francesi della Grecia François Louis Dubois certificò che il comandante Deniéport ha adempiuto a tutti i doveri di un buon ufficiale e di un coraggioso repubblicano. L'intera guarnigione di Corfù ne fu testimone. Ricevette anche gli elogi del contrammiraglio Jean-Baptiste Perrée, del generale di divisione Louis François Jean Chabot, governatore militare di Corfù, e del viceammiraglio Antoine Jean Marie Thévenard.
Stanco e malato chiese il permesso ritornare a Dieppe per un periodo di riposo, e il 27 settembre 1799 chiese che gli fosse versato lo stipendio dovuto dell'anno VI più una parte di quello dell'anno VII. Il 7 dello stesso mese scrisse una seconda lettera al Ministro in cui riassumeva le sue campagne militari dall'anno II e che il suo grado di capitano di vascello divenissi effettivo, ma non ebbe soddisfazione.
Comandante della fregata l’Egyptienne dal 31 maggio 1800, assunse poi il comando della corvetta La Badine il 2 gennaio 1801, operando nella acque della Martinica. Sbarcò dalla Badine il 20 giugno 1804, impiegato come capitano di porto a Saint Pierre de Martinica, rientrando in Francia il 1º ottobre dello stesso anno. Nel 1805 venne nominato capitano di vascello a titolo definitivo ed assunse il comando del nuovo vascello da 74 cannoni Achille.
La nave salpò insieme allo Algésiras, su cui alzava la sua insegna il contrammiraglio Charles René Magon de Médine, per raggiungere le Indie occidentali dove si unì alla squadra navale del viceammiraglio Pierre Charles Silvestre de Villeneuve. Arrivato sull'isola della Martinica insieme al resto dalla flotta franco-spagnola sbarcò un contingente di soldati francesi per conquistare le posizioni britanniche nei Caraibi. L'ammiraglio de Villeneuve stava aspettando di essere raggiunto dalla squadra navale condotta dal viceammiraglio Honoré-Joseph-Antoine Ganteaume, forte di 21 vascelli e sei fregate, proveniente da Brest. Quello che de Villeneuve non sapeva era che Ganteaume non era mai salpato, bloccato dagli inglesi nel porto di Brest, sulla costa atlantica francese. La flotta franco-spagnola fu impegnata in alcune missioni belliche nella regione, catturando delle piccole navi britanniche. Ben presto arrivò la notizia che il viceammiraglio Horatio Nelson era giunto alle Barbados in cerca della squadra franco-spagnola, e de Villeneuve decise di ritornare in Europa, riprendendo il mare l'11 giugno.
Durante la navigazione di rientro, la squadra franco-spagnola, forte di 20 vascelli di linea, incontrò una squadra navale britannica, al comando del viceammiraglio Robert Calder, forte di 15 navi di linea al largo di capo Finisterre. Al termine del combattimento gli inglesi catturarono due navi spagnole. In seguito la flotta combinata arrivò a Finisterre proseguendo poi per Cadice, dove entrò il 17 agosto.

### La battaglia di Trafalgar
La flotta al comando di de Villeneuve prese il mare il 19 ottobre,  e l'Achille si trovava in posizione di avanguardia e fu la prima nave francese ad avvistare la flotta britannica alle 18:00. Dopo una manovra rischiosa, l'intera flotta combinata virò, presentando una disordinata linea di fila in cui si infilarono le navi britanniche. Spinto da una leggera brezza da poppa l'Achille impegnò combattimento nel primo pomeriggio per cercare di chiudere una breccia nella linea franco-spagnola mentre il vascello San Ildefonso, completamente privo di sovrastrutture, senza comandante e rimasto con pochissimi uomini validi si arrendeva alla nave britannica Defence. L'Achille spiegò le vele compensare la leggera brezza venendo preso tra due fuochi, colpito a babordo dal Defiance e a tribordo dal potente vascello a tre ponti da 98 cannoni Dreadnought che dominava l'Achille con la sua imponente mole. In questo momento l'Achille, cannoneggiato da tutte le parti, perse tutto il suo sartiame conservando solo i suoi alberi inferiori.
Verso le 13:00 il guardiamarina Arley rimase ucciso. Una mezz'ora più tardi il capitano di fregata Montalembert, secondo a bordo, rimase ucciso al suo posto. Alle 14:30 il comandante Deniéport fu ucciso, ferito da un colpo a mitraglia alla coscia si rifiutò di lasciare il suo posto fino a che un secondo colpo lo uccise sul posto. Tutti i tenenti di vascello erano fuori combattimento. Alle 14:45 l'alfiere Jouan rimase ucciso un quarto d'ora dopo, sostituito dal parigrado Cauchard. A quel punto l'acqua penetrava rapidamente all'interno dello scafo ma il vascello sparava ancora e le sue batterie abbatterono l'albero maestro e quello di trinchetto del Dreadnought al grido di vive l'Empereur.
Il Dreadnought fu raggiunto intorno alle 16:00 da un altro vascello a tre ponti da 98 cannoni britannico, il Prince. L'Achille resisteva ancora, investito dal fuoco del Prince al babordo, del Dreadnought a tribordo e dello Swiftsure a poppa, ma alle 16:15 scoppiò un incendio in cima al suo albero di trinchetto; minato dalle palle di cannone britanniche, esso cadde proprio al centro della nave e diede fuoco alle scialuppe. Le murate del vascello erano talmente distrutte che le pareti che separavano i boccaporti dalla batteria d'artiglieria superiore erano scomparse.
La successiva bordata britannica abbatté l'albero maestro già in fiamme, avvolgendo la nave in un grande incendio. Sapendo che il destino del suo avversario era segnato, Richard Grindall, capitano del Prince smise di sparare e diede ordine di allontanarsi dall'Achille, imitato dagli altri vascello inglesi, prima di mettere le scialuppe in acqua per salvare i marinai francesi. L'equipaggio tentò allora di abbandonare la nave ma ciò si rivelò pericoloso poiché i cannoni abbandonati ma carichi, vennero fatti esplodere dal caldo intenso che ora infuriava sottocoperta. 158 marinai francesi furono tratti in salvo.
Quando gli incendi raggiunsero la Santa Barbara la nave esplose in modo spettacolare alle 17:45, portando con sé 480 membri dell'equipaggio tra cui il suo capitano, affondando rapidamente con la bandiera di combattimento al vento.

### Annotazioni
1. ↑  Aveva per padrino Nicolas Boiloy, commerciante della parrocchia di Saint-Remy , e per madrina la vedova Michel Martel, commerciante, parrocchia di Saint-Jacques.
2. ↑  Davanti ai sospetti espressi su di lui dagli agenti del Direttorio nel corso di un incontro, il comune di Séte rispose attestando il suo senso civico.

### Fonti
1. 1 2  Three Decks.
2. 1 2 3 4 5 6 7 8 9 10 11 12  Todoababor.
3. ↑  Donolo 2012, p. 74.
4. ↑  Troude 1867, p. 187.
5. 1 2  Donolo 2012, p. 230.
6. 1 2  Donolo 2012, p. 228.
7. 1 2  Guérin 1858, p. 387.
8. 1 2  Donolo 2012, p. 231.
9. ↑  Donolo 2012, p. 232.
10. ↑  Donolo 2012, p. 235.
11. ↑  Honorin 1972, p. 213.
12. 1 2 3 4 5 6 7 8 9 10 11 12 13  Honorin 1972, p. 224.
13. 1 2  Guérin 1858, p. 433.
14. ↑  Guérin 1858, p. 434.